# The Personality Kid
The Personality Kid è un film del 1934 diretto da Alan Crosland.
È un film drammatico statunitense con Pat O'Brien, Glenda Farrell e Claire Dodd.

## Produzione
Il film, diretto da Alan Crosland su una sceneggiatura di F. Hugh Herbert, Erwin S. Gelsey e David Boehm da un soggetto di Gene Towne e C. Graham Baker, fu prodotto dalla Warner Bros. e girato nei Warner Brothers Burbank Studios a Burbank, California, dal 12 febbraio al 5 marzo 1934. Il titolo di lavorazione fu  One Man Woman.

## Distribuzione
Il film fu distribuito negli Stati Uniti dal 31 luglio 1934 al cinema dalla Warner Bros. tramite la The Vitaphone Corp.. È stato distribuito anche in Brasile con il titolo Comigo é Assim.